# Idioma groenlandés
El idioma groenlandés (kalaallisut), también llamado esquimo-groenlandés o groenlandés-inuktitut, es una lengua esquimo-aleutiana hablada en la isla danesa de Groenlandia y estrechamente relacionada con algunas lenguas canadienses como el inuktitut. La lengua, al igual que aquellas con las que está emparentada, es de carácter altamente polisintético y ergativo. Casi no hay palabras compuestas. El groenlandés lo hablan más de 54 000 personas, lo que supone un número mayor al de todos los hablantes de las demás lenguas esquimo-aleutianas juntas. 
A efecto de comparación, el nombre 'esquimal' es Inuttut en groenlandés. Una de las palabras esquimales más famosas, iglú (casa), se dice illu en groenlandés.
Desde el 21 de junio de 2009, es la única lengua oficial en el territorio danés de Groenlandia.

## Variantes
En Groenlandia hay tres dialectos principales: groenlandés septentrional, occidental y oriental. El groenlandés occidental, el más importante de los dialectos, se llama kalaallisut. El dialecto septentrional, inuktun, se habla cerca de la ciudad de Qaanaaq (Thule) y es más cercano al inuit canadiense y alaskeño.

## Escritura
En contraste con las lenguas esquimo-aleutianas de Canadá, el groenlandés se escribe en caracteres latinos y no con el silabario inuktitut. Un carácter especial, la letra kra (ĸ), se utilizaba exclusivamente en groenlandés hasta que una reforma ortográfica la sustituyó por la letra q.
| Abecedario groenlandés | Abecedario groenlandés | Abecedario groenlandés | Abecedario groenlandés | Abecedario groenlandés | Abecedario groenlandés | Abecedario groenlandés | Abecedario groenlandés | Abecedario groenlandés | Abecedario groenlandés | Abecedario groenlandés | Abecedario groenlandés | Abecedario groenlandés | Abecedario groenlandés | Abecedario groenlandés | Abecedario groenlandés | Abecedario groenlandés | Abecedario groenlandés |
| ---------------------- | ---------------------- | ---------------------- | ---------------------- | ---------------------- | ---------------------- | ---------------------- | ---------------------- | ---------------------- | ---------------------- | ---------------------- | ---------------------- | ---------------------- | ---------------------- | ---------------------- | ---------------------- | ---------------------- | ---------------------- |
| A                      | E1                     | F                      | G                      | I1                     | J                      | K                      | L2                     | M                      | N4                     | O3                     | P                      | Q                      | R                      | S                      | T                      | U3                     | V                      |
| a                      | e                      | f                      | g                      | i                      | j                      | k                      | l                      | m                      | n                      | o                      | p                      | q                      | r                      | s                      | t                      | u                      | v                      |
| Valores fonéticos      |                        |                        |                        |                        |                        |                        |                        |                        |                        |                        |                        |                        |                        |                        |                        |                        |                        |
| a                      | e                      | vː                     | ɣ                      | i                      | j                      | k                      | l                      | m                      | n                      | o                      | p                      | q                      | ʁ                      | s                      | t                      | u                      | v                      |

1. La vocal ⟨i⟩ [i] tiene el alófono [e] o [ɛ] y se escribe ⟨e⟩.[2]
2. La consonante [ɫ] se escribe con doble ele ⟨ll⟩.
3. La vocal ⟨u⟩ [u] tiene el alófono [o] u [ɔ] y se escribe ⟨o⟩.[2]
4. La consonante [ŋ] se escribe ⟨ng⟩.

### Muestra de texto
Inuit tamarmik inunngorput nammineersinnaassuseqarlutik assigiimmillu ataqqinassuseqarlutillu pisinnaatitaaffeqarlutik. Silaqassusermik tarnillu nalunngissusianik pilersugaapput, imminnullu iliorfigeqatigiittariaqaraluarput qatanngutigiittut peqatigiinnerup anersaavani.
Todos los seres humanos nacen libres e iguales en dignidad y derechos y, dotados como están de razón y conciencia, deben comportarse fraternalmente los unos con los otros.
Artículo 1º, Declaración universal de los derechos humanos.

## Características
El groenlandés distingue dos tipos de palabras abiertas: sustantivos y verbos. Cada categoría se subdivide en palabras transitivas e intransitivas. Se distinguen cuatro personas: 1.ª, 2.ª, 3.ª y 3 ª reflexiva; dos números: singular y plural (no hay dual como en esquimal); ocho tiempos: indicativo, participial, imperativo, optativo, subjuntivo pasado, subjuntivo futuro y subjuntivo habitual; diez casos: absolutivo, ergativo, ecuativo, instrumental, locativo, adlativo, ablativo y perlativo. Para algunos nombres (nominativo y acusativo) los verbos tienen una inflexión bipersonal para el sujeto y el objeto (distinguidas por persona y número). Los sustantivos transitivos llevan inflexión posesiva.